# Benjamin Lapeyre
Pour les articles homonymes, voir Lapeyre.

a Compétitions nationales et continentales officielles uniquement.

Dernière mise à jour le 16 novembre 2021.
Benjamin Lapeyre, né le 24 septembre 1986 à Castres, est un joueur français de rugby à XV évoluant au poste d'ailier ou d'arrière.

## Biographie
Benjamin Lapeyre commence sa carrière professionnelle avec le Castres olympique lors de la saison 2007-2008 lors du match de Challenge européen contre Leeds Carnegie. 
Ne trouvant pas de place de titulaire à l'arrière, il quitte le club castrais pour s'engager avec le SC Albi qui joue en Pro D2. Il trouve vite une place dans l'équipe type et devient même le buteur du club. Il participe à la montée en Top 14 du club albigeois lors de la saison 2008-2009. 
À la suite de la rétrogradation sportive du SC Albi l'année suivante, il signe en 2010 un contrat de deux ans en faveur du RC Toulon où il supplée Jonny Wilkinson dans le rôle du buteur.
En juin 2011, il participe à la tournée des Barbarians français en Argentine pour jouer deux matchs contre les Pumas. Les Baa-Baas s'inclinent 23 à 19  à Buenos Aires puis l'emportent 18 à 21 à Resistencia.
Le 22 décembre 2011, il annonce être sur le point de prolonger son contrat pour deux saisons supplémentaires malgré le souhait du Castres olympique de le faire signer à nouveau dans son club formateur.
En juin 2012, il participe à la tournée des Barbarians français au Japon pour jouer deux matchs contre l'équipe nationale nippone à Tokyo. Les Baa-Baas l'emportent 40 à 21 puis 51 à 18. En novembre 2012, il est sélectionné avec le BRC pour affronter le Japon au Stade Océane du Havre. Les Baa-Baas l'emportent 65 à 41.
En juin 2013 le duo d'entraîneurs Laurent Labit-Laurent Travers, champions de France en titre et nouvellement nommés au Racing Métro 92, qui n'étaient pas arrivés à le faire signer au CO, lui font signer un contrat au sein du club francilien. 
Barré par la forte concurrence malgré le soutien de ses entraîneurs, il part déçu après deux saisons. Il signe au Stade rochelais où il entre dans la rotation comme arrière ou ailier, mais n'obtient finalement que peu de temps de jeu.
En juin 2015, il est de nouveau sélectionné dans l'équipe des Barbarians français pour participer à la tournée en Argentine et affronter les Pumas,.
Il quitte les maritimes au bout d'un an et rejoint le CA Brive où une place de titulaire à l'aile lui est promise. Il est tout de suite titulaire à l'arrière à la suite de la blessure et de la convalescence de Gaëtan Germain. Au retour de ce dernier, Benjamin est plus souvent remplaçant ou aligné à l'aile.
Après deux saisons de succès à Brive, le club est relégué en Pro D2, et décide de ne pas conserver Lapeyre. Il figure alors dans la liste de Provale des joueurs au chômage. Le 27 juillet 2018, le RC Hyères-Carqueiranne-La Crau, tout juste promu en Fédérale 1, annonce l'arrivée de Benjamin Lapeyre dans son effectif. Il quitte cependant le club quelques semaines plus tard pour rejoindre l'AS Béziers en Pro D2.
En janvier 2020, à l'issue de son contrat de joker Coupe du monde au Castres olympique, il rejoint l'équipe de Monaco rugby sevens pour le Supersevens 2020.

## Palmarès
- Finaliste du Challenge européen en 2012 avec le RC Toulon.
- Finaliste du Top 14 en 2012 et 2013 avec le RC Toulon.